# Тимофіївка (Лозівський район)
Тимофі́ївка — село в Україні, у Близнюківській селищній громаді Лозівського району Харківської області. Населення становить 127 осіб. До 2020 орган місцевого самоврядування — Берестівська сільська рада.

## Географія
Село Тимофіївка знаходиться на правому березі річки Водяна (притока Великої Тернівки), за 1 км від села Берестове, на річці велика загата (~ 30 га).

## Історія
- 1914 — дата заснування. Село Тимофіївка виникло наприкінці ХІХ ст. на землях поміщика Криштофовича. Неподалік знаходився Цигулівський хутір, названий ім'ям землевласника Цигуля. Там було 4 двори та мешкало 31 осіб. Розташовувався млин.
- У жовтні 1941 року село Тимофіївка було окуповане. У січні 1942 року радянські воїни вибили загарбників з села. У травні 1942 року село було вдруге захоплене німецько-нацистськими загарбниками. У весняних боях 1942 брали участь воїни 182-го, 196-го артилерійських, 66-го, 126-го кавалерійських полків та інших військових підрозділів. Остаточно село було звільнене у 1943 році. 239 радянських воїнів, які загинули в боях при звільненні села Тимофіївка від німецько-нацистських загарбників поховані в братській могилі у центрі села. Відомі прізвища 9 похованих воїнів.
- У радянські часи у Тимофіївці існувала школа.
- 12 червня 2020 року, відповідно до Розпорядження Кабінету Міністрів України № 725-р «Про визначення адміністративних центрів та затвердження територій територіальних громад Харківської області», увійшло до складу Близнюківської селищної громади.[1]
- 19 липня 2020 року, в результаті адміністративно-територіальної реформи та ліквідації Близнюківського району, увійшло до складу Лозівського району Харківської області.[2]
- 5 грудня 2022 року - зазнало обстрілів з різнокаліберної артилерії, з боку російського агресора.[3]

## Економіка
- В селі є молочно-товарна ферма.

## Культура
- Клуб.